# Erik XIV van Zweden

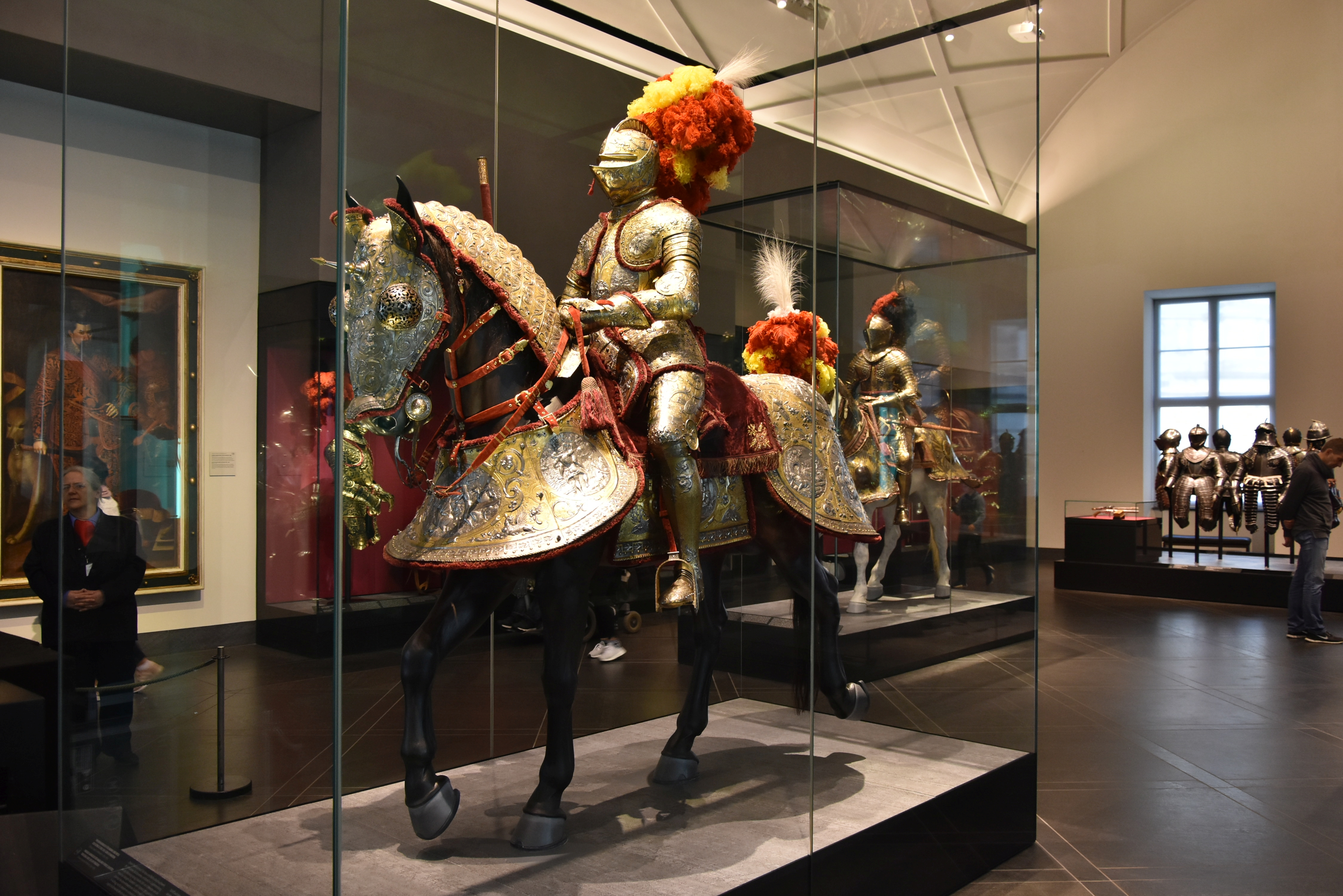
Paradeharnas (1563-1565) voor Erik XIV, vervaardigd door de Antwerpenaar Eliseus Libaerts

Erik XIV van Zweden, geboren als Erik Gustavsson (Kasteel Stockholm, 13 december 1533 – kasteel Örbyhus, 26 februari 1577) was koning van Zweden van 1560 totdat hij werd afgezet in 1568. Erik XIV was de zoon van Gustaaf I (1496-1560) en zijn eerste vrouw, Catharina van Saksen-Lauenburg (1513-1535). Hij was ook heerser van Estland, na de verovering door Zweden in 1561.
Terwijl hij werd beschouwd als intelligent en artistiek geschoold, alsook als politiek ambitieus, vertoonde hij in het begin van zijn heerschappij tekenen van mentale instabiliteit, een aandoening die uiteindelijk leidde tot krankzinnigheid. Erik leed aan schizofrenie. Sommige geleerden beweren dat zijn ziekte begon in het begin van zijn heerschappij, terwijl andere geloven dat hij ziek werd na de "Sturemoorden".
Nadat Erik werd afgezet en werd opgesloten, werd hij hoogstwaarschijnlijk vermoord. Een onderzoek van zijn overblijfselen in 1958 bevestigen dat hij waarschijnlijk stierf aan arseenvergiftiging.

## Huwelijk
Pogingen om in het huwelijk te treden met Europese, adellijke vrouwen (waaronder Elizabeth I van Engeland en Maria I van Schotland) liepen op niets uit. Deze beoogde allianties met Europese hoven leidden tot weerstand bij zijn vader, waardoor de vader-zoon relatie ernstig verstoord raakte.
Aan het hof hield hij er echter diverse relaties op na, waarvan die met Agda Persdotter (met wie hij vier dochters had) en Karin Jacobsdotter (één kind) bekend werden.
Meest bekend werd echter Karin Månsdotter, een dochter van een gevangenisbewaarder. Voor deze relatie kwam hij openlijk uit en zij verbleef ook aan het hof. Zij wordt beschouwd als een van de eerste officiële minnaressen aan het Zweedse hof. Karins aanwezigheid werd vooral geaccepteerd, doordat zij in staat was om te gaan met de steeds krankzinniger wordende Erik XIV.
In 1568 sloot Erik met haar een morganatisch huwelijk, wat wel op weerstand stuitte van de familie, en gezien werd als een van de aanleidingen voor het afzetten van Erik. Uit dit huwelijk kwamen vier kinderen voort die geen van allen gerechtigd waren voor de Zweedse troon.

## Vroege leven (1533 -1560)
Al tijdens zijn tweede jaar overleed Eriks moeder. Een jaar later hertrouwde zijn vader met Margaretha Leijonhufvud, die weinig op had met de jongen, omdat deze tussen haar zoon Johan en de Zweedse troon stond. Erik kreeg les van opeenvolgend een Duitse en Franse leraar. Erik bleek uit te blinken in vreemde talen en wiskunde, hoewel zijn kennis van de geschiedenis en astrologie ook geprezen werd.
Erik werd gezien als de ‘gekozen koning’ en in 1560 werd hem te Stockholm de titel van erfelijk koning gegeven.

## Eriks koningschap (1560-1568)
Zijn koningschap kende een aaneenschakeling van binnenlandse en buitenlandse problemen die enerzijds voortkwamen uit Eriks ambitie om de macht van de Zweedse koning te vergroten, anderzijds door zijn mentale gesteldheid die tegen 1568 de status van krankzinnigheid had bereikt.
Zijn eerste opmerkelijke binnenlandse daad volgde op zijn kroning op 29 juni 1561. Door de grote macht van de hertogen (en het daarbij behorende landbezit) bepaalde hij in de bepalingen van Arboga, dat deze macht sterk werd gereduceerd. Hiervan werden ook zijn broers slachtoffer.
Op buitenlands gebied veroverde hij in de beginjaren gebieden in Estland, waarmee hij de ambities van zijn halfbroer Johan om hetzelfde te ondernemen dwarsboomde. Johan reisde af naar Polen om daar hulp te zoeken en trouwde met de Poolse Catharina Jagiella. Door de betaling van een grote geldsom kwam Johan vervolgens in bezit van Hertogdom Lijfland, wat een buffer vormde tegen de oprukkende legers van Erik.
Deze daad werd door Erik sterk veroordeeld en bij terugkeer van Johan in Zweden werd deze opgepakt en beschuldigd van hoogverraad. Aanvankelijk werd de doodstraf over Johan uitgesproken, maar uiteindelijk werd de straf omgezet in opsluiting in het kasteel Gripsholm.
Het merendeel van Eriks koningschap werd echter beheerst door de Zevenjarige Oorlog (1563-1570) waarin Zweden tegenover Denemarken-Noorwegen, de Hanze en Polen kwam te staan. Oorzaken voor het ontstaan van de oorlog waren de drang voor suprematie in het Oostzeegebied en de voortdurende ambitie van Denemarken om Zweden terug te krijgen in de Unie van Kalmar. De oorlog zou voor beide partijen tot niets leiden.
Uiteindelijk groeide de weerstand tegen Erik, mede doordat hij op autoritaire wijze vermeende vijanden van de staat om het leven bracht. Een van de voorbeelden was de moord op verschillende leden van de Sture familie in 1566.

## Dood
In 1568 werd Erik door Johan afgezet en achtereenvolgens opgesloten in verschillende kastelen; als laatste in kasteel Örbyhus. Hier kwam hij in 1577 om het leven door vergiftiging. Hoewel hier aanvankelijk aan getwijfeld werd, werden door onderzoek op zijn lichaam sporen van arseen gevonden. Erik werd begraven in de domkerk van Västerås.

## Kwartierstaat
| Johan Kristiernsson Vasa (ca. 1426-1477) | Johan Kristiernsson Vasa (ca. 1426-1477) | Johan Kristiernsson Vasa (ca. 1426-1477) | Johan Kristiernsson Vasa (ca. 1426-1477) | Johan Kristiernsson Vasa (ca. 1426-1477) | Johan Kristiernsson Vasa (ca. 1426-1477) | Birgitta Gustavsdotter Sture (overleden in 1472) | Birgitta Gustavsdotter Sture (overleden in 1472) | Birgitta Gustavsdotter Sture (overleden in 1472) | Birgitta Gustavsdotter Sture (overleden in 1472) | Birgitta Gustavsdotter Sture (overleden in 1472) | Birgitta Gustavsdotter Sture (overleden in 1472) |                                  |                                  | Måns Karlsson Eka (waarschijnlijk overleden in 1487) | Måns Karlsson Eka (waarschijnlijk overleden in 1487) | Måns Karlsson Eka (waarschijnlijk overleden in 1487) | Måns Karlsson Eka (waarschijnlijk overleden in 1487) | Måns Karlsson Eka (waarschijnlijk overleden in 1487) | Måns Karlsson Eka (waarschijnlijk overleden in 1487) | Sigrid Eskilsdotter Banér (overleden in 1527) | Sigrid Eskilsdotter Banér (overleden in 1527) | Sigrid Eskilsdotter Banér (overleden in 1527) | Sigrid Eskilsdotter Banér (overleden in 1527) | Sigrid Eskilsdotter Banér (overleden in 1527) | Sigrid Eskilsdotter Banér (overleden in 1527) |  |  | Johan V van Saksen-Lauenburg (1439-1507) | Johan V van Saksen-Lauenburg (1439-1507) | Johan V van Saksen-Lauenburg (1439-1507) | Johan V van Saksen-Lauenburg (1439-1507) | Johan V van Saksen-Lauenburg (1439-1507)  | Johan V van Saksen-Lauenburg (1439-1507)  | Dorothea van Brandenburg (1446-1519)      | Dorothea van Brandenburg (1446-1519)      | Dorothea van Brandenburg (1446-1519)      | Dorothea van Brandenburg (1446-1519)      | Dorothea van Brandenburg (1446-1519)       | Dorothea van Brandenburg (1446-1519)       |                                            |                                            | Hendrik I van Brunswijk-Wolfenbüttel (1463-1514) | Hendrik I van Brunswijk-Wolfenbüttel (1463-1514) | Hendrik I van Brunswijk-Wolfenbüttel (1463-1514) | Hendrik I van Brunswijk-Wolfenbüttel (1463-1514) | Hendrik I van Brunswijk-Wolfenbüttel (1463-1514) | Hendrik I van Brunswijk-Wolfenbüttel (1463-1514) | Catharina van Pommeren-Wolgast (overleden in 1526) | Catharina van Pommeren-Wolgast (overleden in 1526) | Catharina van Pommeren-Wolgast (overleden in 1526) | Catharina van Pommeren-Wolgast (overleden in 1526) | Catharina van Pommeren-Wolgast (overleden in 1526) | Catharina van Pommeren-Wolgast (overleden in 1526) |  |  |  |  |  |  |  |  |  |  |  |  |  |  |  |  |  |  |  |  |  |  |  |  |  |  |  |  |  |  |  |  |  |  |  |  |  |  |  |  |  |  |  |  |  |  |  |  |
| Johan Kristiernsson Vasa (ca. 1426-1477) | Johan Kristiernsson Vasa (ca. 1426-1477) | Johan Kristiernsson Vasa (ca. 1426-1477) | Johan Kristiernsson Vasa (ca. 1426-1477) | Johan Kristiernsson Vasa (ca. 1426-1477) | Johan Kristiernsson Vasa (ca. 1426-1477) | Birgitta Gustavsdotter Sture (overleden in 1472) | Birgitta Gustavsdotter Sture (overleden in 1472) | Birgitta Gustavsdotter Sture (overleden in 1472) | Birgitta Gustavsdotter Sture (overleden in 1472) | Birgitta Gustavsdotter Sture (overleden in 1472) | Birgitta Gustavsdotter Sture (overleden in 1472) |                                  |                                  | Måns Karlsson Eka (waarschijnlijk overleden in 1487) | Måns Karlsson Eka (waarschijnlijk overleden in 1487) | Måns Karlsson Eka (waarschijnlijk overleden in 1487) | Måns Karlsson Eka (waarschijnlijk overleden in 1487) | Måns Karlsson Eka (waarschijnlijk overleden in 1487) | Måns Karlsson Eka (waarschijnlijk overleden in 1487) | Sigrid Eskilsdotter Banér (overleden in 1527) | Sigrid Eskilsdotter Banér (overleden in 1527) | Sigrid Eskilsdotter Banér (overleden in 1527) | Sigrid Eskilsdotter Banér (overleden in 1527) | Sigrid Eskilsdotter Banér (overleden in 1527) | Sigrid Eskilsdotter Banér (overleden in 1527) |  |  | Johan V van Saksen-Lauenburg (1439-1507) | Johan V van Saksen-Lauenburg (1439-1507) | Johan V van Saksen-Lauenburg (1439-1507) | Johan V van Saksen-Lauenburg (1439-1507) | Johan V van Saksen-Lauenburg (1439-1507)  | Johan V van Saksen-Lauenburg (1439-1507)  | Dorothea van Brandenburg (1446-1519)      | Dorothea van Brandenburg (1446-1519)      | Dorothea van Brandenburg (1446-1519)      | Dorothea van Brandenburg (1446-1519)      | Dorothea van Brandenburg (1446-1519)       | Dorothea van Brandenburg (1446-1519)       |                                            |                                            | Hendrik I van Brunswijk-Wolfenbüttel (1463-1514) | Hendrik I van Brunswijk-Wolfenbüttel (1463-1514) | Hendrik I van Brunswijk-Wolfenbüttel (1463-1514) | Hendrik I van Brunswijk-Wolfenbüttel (1463-1514) | Hendrik I van Brunswijk-Wolfenbüttel (1463-1514) | Hendrik I van Brunswijk-Wolfenbüttel (1463-1514) | Catharina van Pommeren-Wolgast (overleden in 1526) | Catharina van Pommeren-Wolgast (overleden in 1526) | Catharina van Pommeren-Wolgast (overleden in 1526) | Catharina van Pommeren-Wolgast (overleden in 1526) | Catharina van Pommeren-Wolgast (overleden in 1526) | Catharina van Pommeren-Wolgast (overleden in 1526) |  |  |  |  |  |  |  |  |  |  |  |  |  |  |  |  |  |  |  |  |  |  |  |  |  |  |  |  |  |  |  |  |  |  |  |  |  |  |  |  |  |  |  |  |  |  |  |  |
|                                          |                                          |                                          |                                          |                                          |                                          |                                                  |                                                  |                                                  |                                                  |                                                  |                                                  |                                  |                                  |                                                      |                                                      |                                                      |                                                      |                                                      |                                                      |                                               |                                               |                                               |                                               |                                               |                                               |  |  |                                          |                                          |                                          |                                          |                                           |                                           |                                           |                                           |                                           |                                           |                                            |                                            |                                            |                                            |                                                  |                                                  |                                                  |                                                  |                                                  |                                                  |                                                    |                                                    |                                                    |                                                    |                                                    |                                                    |  |  |  |  |  |  |  |  |  |  |  |  |  |  |  |  |  |  |  |  |  |  |  |  |  |  |  |  |  |  |  |  |  |  |  |  |  |  |  |  |  |  |  |  |  |  |  |  |
|                                          |                                          |                                          |                                          | Erik Johansson (ca. 1470-1520)           | Erik Johansson (ca. 1470-1520)           | Erik Johansson (ca. 1470-1520)                   | Erik Johansson (ca. 1470-1520)                   | Erik Johansson (ca. 1470-1520)                   | Erik Johansson (ca. 1470-1520)                   |                                                  |                                                  |                                  |                                  |                                                      |                                                      | Cecilia Månsdotter Eka (ca. 1476-1523)               | Cecilia Månsdotter Eka (ca. 1476-1523)               | Cecilia Månsdotter Eka (ca. 1476-1523)               | Cecilia Månsdotter Eka (ca. 1476-1523)               | Cecilia Månsdotter Eka (ca. 1476-1523)        | Cecilia Månsdotter Eka (ca. 1476-1523)        |                                               |                                               |                                               |                                               |  |  |                                          |                                          |                                          |                                          | Magnus I van Saksen-Lauenburg (1470-1543) | Magnus I van Saksen-Lauenburg (1470-1543) | Magnus I van Saksen-Lauenburg (1470-1543) | Magnus I van Saksen-Lauenburg (1470-1543) | Magnus I van Saksen-Lauenburg (1470-1543) | Magnus I van Saksen-Lauenburg (1470-1543) |                                            |                                            |                                            |                                            |                                                  |                                                  | Catherine de Brunswick-Wolfenbüttel (1509-1543)  | Catherine de Brunswick-Wolfenbüttel (1509-1543)  | Catherine de Brunswick-Wolfenbüttel (1509-1543)  | Catherine de Brunswick-Wolfenbüttel (1509-1543)  | Catherine de Brunswick-Wolfenbüttel (1509-1543)    | Catherine de Brunswick-Wolfenbüttel (1509-1543)    |                                                    |                                                    |                                                    |                                                    |  |  |  |  |  |  |  |  |  |  |  |  |  |  |  |  |  |  |  |  |  |  |  |  |  |  |  |  |  |  |  |  |  |  |  |  |  |  |  |  |  |  |  |  |  |  |  |  |
|                                          |                                          |                                          |                                          | Erik Johansson (ca. 1470-1520)           | Erik Johansson (ca. 1470-1520)           | Erik Johansson (ca. 1470-1520)                   | Erik Johansson (ca. 1470-1520)                   | Erik Johansson (ca. 1470-1520)                   | Erik Johansson (ca. 1470-1520)                   |                                                  |                                                  |                                  |                                  |                                                      |                                                      | Cecilia Månsdotter Eka (ca. 1476-1523)               | Cecilia Månsdotter Eka (ca. 1476-1523)               | Cecilia Månsdotter Eka (ca. 1476-1523)               | Cecilia Månsdotter Eka (ca. 1476-1523)               | Cecilia Månsdotter Eka (ca. 1476-1523)        | Cecilia Månsdotter Eka (ca. 1476-1523)        |                                               |                                               |                                               |                                               |  |  |                                          |                                          |                                          |                                          | Magnus I van Saksen-Lauenburg (1470-1543) | Magnus I van Saksen-Lauenburg (1470-1543) | Magnus I van Saksen-Lauenburg (1470-1543) | Magnus I van Saksen-Lauenburg (1470-1543) | Magnus I van Saksen-Lauenburg (1470-1543) | Magnus I van Saksen-Lauenburg (1470-1543) |                                            |                                            |                                            |                                            |                                                  |                                                  | Catherine de Brunswick-Wolfenbüttel (1509-1543)  | Catherine de Brunswick-Wolfenbüttel (1509-1543)  | Catherine de Brunswick-Wolfenbüttel (1509-1543)  | Catherine de Brunswick-Wolfenbüttel (1509-1543)  | Catherine de Brunswick-Wolfenbüttel (1509-1543)    | Catherine de Brunswick-Wolfenbüttel (1509-1543)    |                                                    |                                                    |                                                    |                                                    |  |  |  |  |  |  |  |  |  |  |  |  |  |  |  |  |  |  |  |  |  |  |  |  |  |  |  |  |  |  |  |  |  |  |  |  |  |  |  |  |  |  |  |  |  |  |  |  |
|                                          |                                          |                                          |                                          |                                          |                                          |                                                  |                                                  |                                                  |                                                  | Gustaaf I van Zweden (1496-1560)                 | Gustaaf I van Zweden (1496-1560)                 | Gustaaf I van Zweden (1496-1560) | Gustaaf I van Zweden (1496-1560) | Gustaaf I van Zweden (1496-1560)                     | Gustaaf I van Zweden (1496-1560)                     |                                                      |                                                      |                                                      |                                                      |                                               |                                               |                                               |                                               |                                               |                                               |  |  |                                          |                                          |                                          |                                          |                                           |                                           |                                           |                                           |                                           |                                           | Catharina van Saksen-Lauenburg (1513-1535) | Catharina van Saksen-Lauenburg (1513-1535) | Catharina van Saksen-Lauenburg (1513-1535) | Catharina van Saksen-Lauenburg (1513-1535) | Catharina van Saksen-Lauenburg (1513-1535)       | Catharina van Saksen-Lauenburg (1513-1535)       |                                                  |                                                  |                                                  |                                                  |                                                    |                                                    |                                                    |                                                    |                                                    |                                                    |  |  |  |  |  |  |  |  |  |  |  |  |  |  |  |  |  |  |  |  |  |  |  |  |  |  |  |  |  |  |  |  |  |  |  |  |  |  |  |  |  |  |  |  |  |  |  |  |
|                                          |                                          |                                          |                                          |                                          |                                          |                                                  |                                                  |                                                  |                                                  | Gustaaf I van Zweden (1496-1560)                 | Gustaaf I van Zweden (1496-1560)                 | Gustaaf I van Zweden (1496-1560) | Gustaaf I van Zweden (1496-1560) | Gustaaf I van Zweden (1496-1560)                     | Gustaaf I van Zweden (1496-1560)                     |                                                      |                                                      |                                                      |                                                      |                                               |                                               |                                               |                                               |                                               |                                               |  |  |                                          |                                          |                                          |                                          |                                           |                                           |                                           |                                           |                                           |                                           | Catharina van Saksen-Lauenburg (1513-1535) | Catharina van Saksen-Lauenburg (1513-1535) | Catharina van Saksen-Lauenburg (1513-1535) | Catharina van Saksen-Lauenburg (1513-1535) | Catharina van Saksen-Lauenburg (1513-1535)       | Catharina van Saksen-Lauenburg (1513-1535)       |                                                  |                                                  |                                                  |                                                  |                                                    |                                                    |                                                    |                                                    |                                                    |                                                    |  |  |  |  |  |  |  |  |  |  |  |  |  |  |  |  |  |  |  |  |  |  |  |  |  |  |  |  |  |  |  |  |  |  |  |  |  |  |  |  |  |  |  |  |  |  |  |  |
|                                          |                                          |                                          |                                          |                                          |                                          |                                                  |                                                  |                                                  |                                                  |                                                  |                                                  |                                  |                                  |                                                      |                                                      |                                                      |                                                      |                                                      |                                                      |                                               |                                               |                                               |                                               | Erik XIV van Zweden (1533-1577)               |                                               |  |  |                                          |                                          |                                          |                                          |                                           |                                           |                                           |                                           |                                           |                                           |                                            |                                            |                                            |                                            |                                                  |                                                  |                                                  |                                                  |                                                  |                                                  |                                                    |                                                    |                                                    |                                                    |                                                    |                                                    |  |  |  |  |  |  |  |  |  |  |  |  |  |  |  |  |  |  |  |  |  |  |  |  |  |  |  |  |  |  |  |  |  |  |  |  |  |  |  |  |  |  |  |  |  |  |  |  |

## Trivia

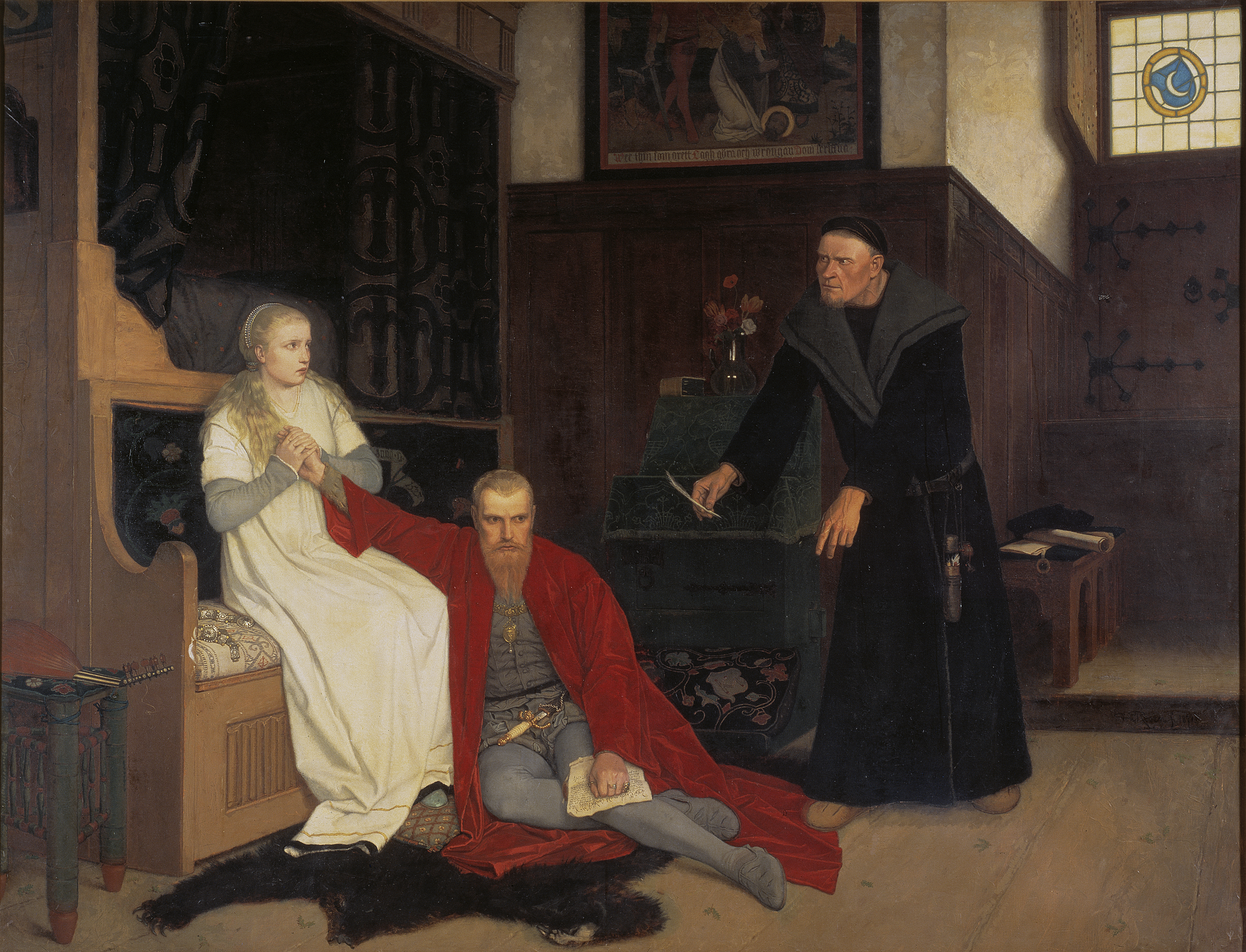

De tragiek van Erik XIV en de rol die Karen Månsdotter daarin speelde wordt verbeeld in een schilderij van Georg von Rosen. Naast Erik en Karen zien we ook de adviseur van de koning, Jöran Persson. Deze nam na de afzetting van Erik alle verantwoording op zich voor de daden van de koning en werd daarvoor door Johan geëxecuteerd.
Erik VI · Olaf II · Anund Jacob · Emund · Stenkil · Erik VII · Erik VIII · Halsten · Haakon · Inge I · Sven · Erik Årsäll · Filips · Inge II · Ragnvald · Magnus · Sverker I · Erik IX · Karel VII · Knoet I · Sverker II · Erik X · Johan I · Erik XI · Knoet II · Waldemar I · Magnus I · Birger I · Magnus II · Albrecht · Margaretha · Erik XIII · Christoffel · Karel VIII · Christiaan I · Johan II · Christiaan II · Gustaaf I · Erik XIV · Johan III · Sigismund · Karel IX · Gustaaf II Adolf · Christina · Karel X Gustaaf · Karel XI · Karel XII · Ulrike Eleonora · Frederik · Adolf Frederik · Gustaaf III · Gustaaf IV Adolf · Karel XIII · Karel XIV Johan · Oscar I · Karel XV · Oscar II · Gustaaf V · Gustaaf VI Adolf · Carl Gustaf XVI
- Bibsys: 90567648
- Bibliothèque nationale de France: cb119870215 (data)
- Gemeinsame Normdatei: 118682296
- International Standard Name Identifier: 0000 0001 0947 3996
- KulturNav: 0fc35c34-b00f-4ff7-b8fe-c862bcdf520c
- Library of Congress Control Number: n86058936
- Nationale Bibliotheek van Letland: 000237262
- Nationale Bibliotheek van Tsjechië: xx0204247
- Nationale Bibliotheek van Israël: 987007438000805171
- Nationale Bibliotheek van Polen: a0000001252211
- Nederlandse Thesaurus van Auteursnamen: 070868123
- Istituto Centrale per il Catalogo Unico: UFIV153233
- LIBRIS: 218527
- Système universitaire de documentation: 027934403
- Virtual International Authority File: 806415
- WorldCat: E39PBJtGYKW9PfqVQWrTDfdRKd